# Ephemeroporus tilhoi
Ephemeroporus tilhoi är en kräftdjursart som beskrevs av Claudius Rey och Saint-jean 1969. Ephemeroporus tilhoi ingår i släktet Ephemeroporus och familjen Chydoridae. Inga underarter finns listade i Catalogue of Life.